# IWork
iWork — офісний пакет, набір застосунків, створених Apple Inc, що містить Текстовий процесор, Електронні таблиці, Підготовку презентацій і, фактично, Настільну видавничу систему.
Хоча iWork оголошений Apple як «наступник AppleWorks», він не копіює функціональні можливості бази даних AppleWorks і інструментів для малювання.
Також, iWork не конкурує безпосередньо з версією Microsoft Office for Mac, але натомість пропонує інструменти з іншим баченням (представлення, а не аналіз) за нижчою ціною. iWork розроблений, щоб об'єднати з існуючими застосунками від iLife. iLife встановлений безплатно в кожен Mac, iWork продається окремо.

## Pages

Іконка Pages

Текстовий редактор, що дозволяє швидко створювати ефектні документи. У комплекті є набір шаблонів, що спрощують підготовку документа. Дозволяє вставляти мультимедіа з інтегрованого оглядача iLife (музика, фото, відео). Підтримується експорт у велику кількість форматів:
- Документи Pages (.pages)
- Документи Microsoft Word (.doc)
- Файли PDF (.pdf)
- Форматований текст (.rtf)
- Простий текст (.txt)

## Keynote

Іконка Keynote

Створення і проглядання презентацій. Містить набір приголомшливих ефектів і переходів. Маючи шаблони, можна швидше зробити ефектну презентацію. Застосунок також інтегрований з iLife і дозволяє вставляти мультимедіа не тільки з файлів, але і з бібліотек iTunes, iPhoto і iMovie. Підтримує експорт у велику кількість файлів:
- Презентація Keynote (.key)
- Презентація Microsoft PowerPoint (.ppt)
- Відео QuickTime (.mov), можливе створення інтерактивного відео
- Анімація Adobe Flash (.swf)
- Документи PDF (.pdf)
- Зображення (.jpg, .png or .tiff)
- Відправка на YouTube

## Numbers
Табличний редактор (існує з версії iWork'08). Частково сумістний з Microsoft Excel (підтримуються найбільш використовувані функції). Відрізняється тим, що цей застосунок створений не тільки для табличних розрахунків, але зроблений упор на красиве і коректне графічне представлення (оформлення таблиць, тривимірні графіки). При експорті доступно:
- PDF-файли (.pdf)
- Microsoft Excel-файли (.xls)
- Файли з даними, розділеними комами (.csv) — збереження табличних даних у вигляді простого тексту

## Історія релізів
- iWork'05 (11 січня 2005) — оновлення Keynote до версії 2.0 (раніше програма існувала як незалежний застосунок), представлений Pages.
- iWork'06 (10 січня 2006) — оновлення Pages до версії 2.0, Keynote до версії 3.0. Основні зміни — підтримка 3D-объектов (графіки і т.д.), додавання тіней.
- iWork'08 (7 серпня 2007) — оновлення Pages і Keynote, представлений Numbers.
- IWork'09 (6 січня 2009) — У програму для створення презентацій Keynote були додані спецефекти, а також функція автоматичного переміщення об'єктів і додаткова платна можливість управляти слайдами за допомогою iPhone. У текстового редактора Pages'09 з'явилася функція повноекранної роботи, підтримка кінцевих виносок і функція MathType, а також 40 додаткових шаблонів і інтеграція з електронними таблицями Numbers. У Numbers'09 з'явилися категорії таблиць, додаткові види діаграм, а також спростилося написання формул.